# Torymoides eucalypti
Torymoides eucalypti är en stekelart som först beskrevs av William Harris Ashmead 1900.  Torymoides eucalypti ingår i släktet Torymoides och familjen gallglanssteklar. Inga underarter finns listade i Catalogue of Life.